# Gens Pilia
La gens Pilia fue un conjunto de familias plebeyas de la Antigua Roma que compartían el nomen Pilio. Ninguno de los Pilios alcanzó ninguna de las magistraturas superiores del Estado romano. Los miembros de esta gens son conocidos principalmente a través de los escritos de Cicerón, que conoció a una familia con este nombre, pero muchos otros son conocidos a través de inscripciones. Varias de estas inscripciones se encuentran hoy en día en los museos del Vaticano.

## Origen
El origen preciso de la gens no se conoce con certeza, aunque no es ciertamente romano. George Davis Chase lo incluye en una lista en la que enumera nomina de orígenes umbros, picenos, sabinos y de los dialectos meridionales del latín. Se han encontrado inscripciones que mencionan a miembros de esta gens en Amiternum, Cora y Tarquinia.

## Praenomina
Los principales praenomina usados por los Pilios fueron Marcus, Publius, Quintus y Gaius: cuatro de los nombres más comunes a lo largo de la historia de Roma. Lucius, Aulus y Manius fueron hallados en afiliación.

## Miembros
- Marcus Pilius, posiblemente el suegro de Tito Pomponio Ático circa 45 a. C..[7]
- Pilia, la esposa de un amigo cercano de Cicerón, Tito Pomponio Ático, con quien ella se casó aproximadamente en 56 a. C..[8]
- Quintus Pilius (M. f.) Celer, probablemente el cuñado de Ático, servidor de Julio César durante las guerras gálicas, en 51 a. C. acusó a Marcus Servilius de repetidas mal administraciones o extorsión durante el gobierno de su provincia.[9]
- Publius Pilius P. l. Anops, un hombre libre sepultado en Luceria en Apulia, junto con Pilia Apicula y su hijo, Publius Pilius Felix, en una tumba datada tempranamente en el siglo I.[10]
- Pilia Ɔ. l. Apicula, una mujer libre, fue enterrada en Luceria, junto a su hijo, Publius Pilius Felix, y Publius Pilius Anops.[11]
- Publius Pilius P. l. Felix, un hombre libre, fue sepultado en Luceria con su madre, Pila Apicula, y Publius Pilius Anops.[11]
- Pilia P. l. Selenis, sepultada en Luceria durante los primeros años del siglo I.[12]
- Marcus Pilius S. f. Priscus, nombrado en una inscripción dedicada a Trebula Mutusca en Samnium, datada en el año 60.[13]
- Pilia Psaechas, la viuda de Lucius Mummius Restitutus, quien fue enterrada en Albintimilium Liguria durante el siglo II. Estuvieron casados durante 40 años.[14]
- Pilia A. f., sepultada en Tarquinia en Etruria, a la edad de 65[15] durante el siglo I AEC.[16]
- Pilia L. f., sepultada en Amiternum en Samnium.[17]
- Marcus Pilius, mencionado en inscripciones de Pompeya.[18]
- Pilia M. l. Andromaca, una mujer libre sepultada en Narbo Galia Narbonensis.[19][20]
- Marcus Pilius M. l. Antiochus, un hombre libre mencionado en una inscripción funeraria de Roma[21]
- Pilia C. l. Callistenis, una mujer libre mencionada en una inscripción de Roma.[22]
- Pilia C. l Cleopatra, mencionada en una inscripción de Roma.[23]
- Marcus Pilius Dius,  mencionada en una inscripción de Roma.[24] siglo I EC[25]
- Pilia C. l. Chreste,  mencionada en una inscripción de Roma.[26]
- Marcus Pilius P. l. Chrestus, un hombre libre mencionado en una inscripción de Roma[27] fechada entre el 30 AEC - 16 EC.[28]
- Marcus Pilius Epaphrodituṣ un hombre libre mencionado en una inscripción de Roma[29]
- Marcus Pilius M. l. Diophantus, un hombre libre mencionado en una inscripción de Narbo.[30]
- Marcus Pilius Eros, nombrado en una inscripción funeraria de Roma.[27]
- Marcus Pilius Eucarpus, un hombre libre que dedicó una estatua en Roma a su mujer, Pilia Philtatae.[31]
- Pilia Euterpe, sepultada en Ostia, a los 18 años, 5 meses, y 22 días.[32]
- Pilia M. l. Flora, una mujer libre mencionada en una inscripción funeraria de Roma.[33]
- Pilia Ɔ. l. Hilara, una mujer libre sepultada en Teanum Apulum, Apulia.[34]
- Marcus Pilius M. l. Hilarus, un hombre libre mencionado en una inscripción funeraria de Roma.[27]
- Pilia Philtatae, sepultada en Roma, con un monumento dedicado por su marido, Marcus Pilius Eucarpus.[32]
- Pilia M. l. Prima, una mujer libre mencionada en una inscripción de Roma.[27]
- Pilia Primitiva, sepultada en Ostia.[35]
- Pilia L. f. Quarta, esposa de Marcus Calpetanus, sepultada en Roma.[36]
- Pilia M'. l. Quarta, una mujer libre y esposa de Musaeus, fue sepultada en Roma a la edad de 23 años.[36]
- Gaius Pilius C. f. Rufus, sepultado en Tarquinia, a la edad de 57 años.[37]
- Pilia Simne, esposa de Aemilius Secundus, nombrada en una inscripción funeraria de Roma.[38]
- Gaius Pilius C. l. Surus, un hombre libre mencionado en una inscripción de Roma.[39]
- Marcus Pilius M. l. Timoplastes, mencionado en una inscripción de Roma.[40]
- Quintus Pilius Ɔ. l. Tyrrsus, una mujer libre mencionada en una inscripción de Roma.[41]
- Pilia Olympiadi mencionada en una inscripción funeraria de Roma entre el 51 - 200 EC[42]
- Pilia Valeria mujer sepultada en Lucera, Apulia entre 100 - 199 EC.[43]